# 大成町
大成町（日语：／ Taisei chō */?）是過去位於日本北海道檜山支廳北部的一個城鎮，為北海道島最西端的行政區劃，已於2005年9月1日與北檜山町、瀨棚町合併為新設立的瀨棚町，現在的新瀨棚町在舊大成町的原行政區劃設立合併特例區「大成區」。
在成立行政區時，希望町的未來發展順利，因此以「大成」命名。

## 歷史
- 1869年：設置久遠郡太田村、上古丹村、一艘澗村、三艘澗村、日方泊村、湯之尻村、平田內村、貝取澗村、長磯村。[1]
- 1881年：一艘澗村、三艘澗村、日方泊村合併為久遠村。
- 1902年4月1日：太田村、上古丹村、久遠村、湯之尻村合併為久遠村。[2]
- 1923年4月1日：平田內村、貝取澗村、長磯村合併為貝取澗村。
- 1955年4月1日：久遠村、貝取澗村合併為大成村。
- 1966年10月1日：大成村改制為大成町。
- 2005年9月1日：瀨棚郡瀨棚町、瀨棚郡北檜山町、久遠郡大成町合併為久遠郡瀨棚町。

## 產業
主要漁獲包括烏賊、遠東多線魚、鮑魚等。

## 交通

### 道路
| 一般國道 - 國道229號 | 道道 - 北海道道740號北檜山大成線 |

## 觀光景點

### 觀光
- 親子熊岩
- 太田山神社
- 太田定燈篭
- 平濱海水浴場
- 長磯海岸、太田海岸

## 教育

### 高等學校
- 道立北海道大成高等學校（页面存档备份，存于）

### 中學校
- 大成町立大成中學校

### 小學校
| - 大成町立久遠小學校 | - 大成町立長磯小學校 | - 大成町立平田內小學校 |

## 外部連結
- （日語）檜山北部三町合併協議會（页面存档备份，存于）